# Pallacanestro Virtus Roma 1992-1993
Formazione della Pallacanestro Virtus Roma 1992-1993.
1992-93
| 5  | Italia (bandiera)      | Emiliano Busca      |
|    | Italia (bandiera)      | Davide Croce        |
| 7  | Italia (bandiera)      | Sandro Dell'Agnello |
| 13 | Italia (bandiera)      | Andrea Niccolai     |
|    | Italia (bandiera)      | Marco Nicoli        |
|    | Stati Uniti (bandiera) | Kenny Payne         |
| 9  | Italia (bandiera)      | Roberto Premier     |
| 14 | Croazia (bandiera)     | Dino Rađa           |
|    | Italia (bandiera)      | Camillo Stazzonelli |
|    | Italia (bandiera)      | Gustavo Tolotti     |
|    | Italia (bandiera)      | Andrea Camata       |
| 10 | Italia (bandiera)      | Alessandro Fantozzi |
| 15 | Stati Uniti (bandiera) | Rick Mahorn         |
|    | Stati Uniti (bandiera) | Elvis Rolle         |

- Allenatore: Franco Casalini
- Presidente: Carlo Sama